# 藤原明衡
藤原 明衡（ふじわら の あきひら）は、平安時代中期の貴族・儒学者・文人。藤原式家、山城守・藤原敦信の子。官位は従四位下・右京大夫。

## 経歴
一条朝の寛弘元年（1004年）大学に入学し、長和3年（1014年）文章得業生に補せられるが、儒家の出身でないため対策に合格するのに歳月を要し、後一条朝の長元5年（1032年）になってようやく対策に及第して左衛門尉に任命された。対策制度の因習を苦々しく思い、後輩に対策の答えを密かに教え二度にわたり罰せられた事もある。
その後、後冷泉朝にて出雲守・式部少輔を務めるが昇進が遅滞し、康平元年（1058年）70歳にして五位に留まる境遇を嘆いている。康平5年（1062年）文章博士に任ぜられると、春宮・尊仁親王の東宮学士や大学頭を兼ねる等、学者としての官職を歴任し、位階は従四位下に至る。後冷泉朝の文人の第一人者として元号や皇子の諱の選進を行ったほか、表や願文の制作、作文会での詩作に活躍した。
治暦2年（1066年）老いと病気のために致仕し、10月18日卒去。享年78。
詩文に秀で、漢詩作品が『本朝続文粋』『本朝無題詩』などに採録されているが、長年の沈淪した境遇を嘆く暗い色調の詩文が多い。平安時代の名文を集めた『本朝文粋』や秀句を集めた『本朝秀句』を編修したほか、当時流行した猿楽と見物の人々を通して当時の風俗を描写した『新猿楽記』や、書簡の模範文例を集めた『明衡往来』等を著している。

## 官歴
- 長和3年（1014年） 日付不詳：文章得業生[4]
- 長元5年（1032年） 7月8日：見備中掾正六位上[5]。日付不詳：対策。日付不詳：左衛門権少尉[1]
- 天喜元年（1053年） 6月20日：見前出雲守正五位下[6]
- 康平3年（1060年） 11月26日：見式部少輔[7]
- 康平5年（1062年） 11月：文章博士[8]
- 康平6年（1063年） 11月：東宮学士（春宮・尊仁親王）[8]
- 時期不詳：従四位下。大学頭
- 治暦2年（1066年）  9月20日：見大学頭従四位下文章博士東宮学士伊予権介[9]。日付不詳：致仕。10月18日：卒去

## 系譜
『尊卑分脈』による。
- 父：藤原敦信
- 母：良岑英材[4]または橘恒平の娘
- 妻：平実重の娘
  - 男子：藤原敦基（1046-1106）
  - 男子：藤原敦光（1062-1144）
- 生母不詳の子女
  - 男子：明暹（1059-1123）
- 養子
  - 養子：藤原明業 - 菅原明任の子